# Arroyo Pos Pos
Arroyo Pos Pos är ett vattendrag i Argentina.   Det ligger i provinsen Entre Ríos, i den östra delen av landet, 290 kilometer norr om huvudstaden Buenos Aires.